# Parole de king ! (film)
Pour plus de détails, voir Fiche technique et Distribution.
Parole de king ! est un documentaire français écrit et réalisé par Chriss Lag et sorti en 2016.

## Synopsis
À la suite du moyen-métrage Louis(e) de Ville, portrait d'une bad girl, Chriss Lag poursuit son travail sur les drag kings. À travers une série de portraits, le film part à la découverte de ces artistes françaises qui jouent avec les codes de la masculinité et de la féminité dans une démarche à la fois politique et artistique,.
Présenté au Festival international de films de femmes de Créteil en mars 2015 et au festival Vues d'en face en avril 2016, le film est distribué en salle le 30 novembre 2016.

## Fiche technique
- Titre : Parole de king !
- Réalisation : Chriss Lag
- Photographie : Gilles Rammant
- Montage : Sophie Nogier
- Images et sons : Julie Clavier, Emmanuel Faure
- Pays d'origine :  France
- Genre : documentaire
- Langue : français
- Date de sortie : 2015
- Durée : 96 minutes

## Distribution
Vikor Marzouk y joue dans le cadre d'uns de ses ateliers à Toulouse .